# Bavikhove
Bavikhove är en ort i Belgien.   Den ligger i provinsen Västflandern och regionen Flandern, i den västra delen av landet, 70 kilometer väster om huvudstaden Bryssel. Bavikhove ligger 16 meter över havet och antalet invånare är 3 835.
Terrängen runt Bavikhove är mycket platt. Runt Bavikhove är det tätbefolkat, med 709 invånare per kvadratkilometer.. Närmaste större samhälle är Harelbeke, 2,4 kilometer söder om Bavikhove. 
Runt Bavikhove är det i huvudsak tätbebyggt.